# 天琴座DM
天琴座 DM（DM Lyr）是在天琴座的一顆矮新星，它是一顆聯星系統，由一顆白矮星和未知類型的伴星組成，在1928年和1996年爆發時的光度大約是13等。由於它的位置，主要是由北半球的天文台進行觀測，但在冬天就難以觀測，而在南半球的主要天文台全年都難以觀測這顆星，因此可能有幾次的爆發未曾被觀測到。
在1996年7月的爆發—不同於其它的—被證明是長且明亮的，使得幾名觀測者驚訝於它是否是達到超級最大值而可以分類為大熊座SU型變星。在日本京都大學的觀測使用60公分的反射鏡搭配V帶通的CCD光度計檢測到如駝峰的0.1等光度變化，因而重新將天琴座 DM分類為大熊座 SU型變星。他們初步的週期分析估計最佳的駝峰週期是0.066± 0.002天。

## 外部連結
- .   [June 22, 2006]. （原始内容存档于2008-12-02）.
- . VSNET.   [June 22, 2006]. （原始内容存档于2007-10-01）.
- D. Nogami, H. Baba, K. Matsumoto, and T. Kato. . arXiv.org:astro-ph/0301036.   [February 2, 2007]. （原始内容存档于2016-10-06）.